# 神岡町 (秋田県)
神岡町（かみおかまち）は、秋田県の中央部に位置していた町である。2005年（平成17年）に周辺の市町村と合併して大仙市となった。

## 概要
合併の際に、両自治体の名称を合わせて新たにつけられた合成町名である。
旧神宮寺町はかつては郡役所が置かれており、天平年間に藤原不比等が勅命を受けて神宮寺を創建したとの伝説が残っている。
雄物川沿いには河港があり、その水運を利用した製材業なども発達したほか、湿地帯が広くあったことから水田による稲作も発達した。

## 地理

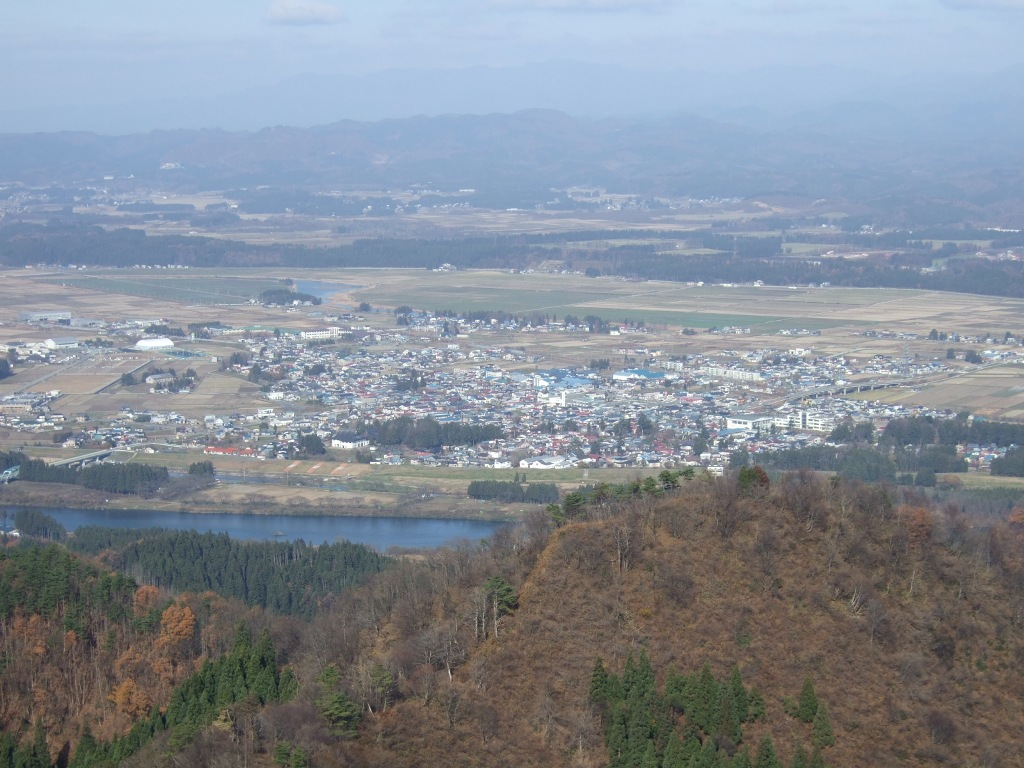
神岡町中心部

- 山:
- 河川:雄物川
- 湖沼:

### 隣接していた自治体
- 大曲市
- 仙北郡：西仙北町、南外村

## 歴史
- 1955年（昭和30年）3月31日 - 仙北郡神宮寺町と北楢岡村が合併して誕生した[1]。
- 2005年（平成17年）3月22日 - 大曲市、仙北郡西仙北町、中仙町、協和町、南外村、仙北町、太田町と合併し大仙市となり消滅した。

## 交通

### 鉄道
- 東日本旅客鉄道（JR東日本）
  - 奥羽本線 - 神宮寺駅

### 道路
- 一般国道
  - 国道13号

## 著名出身者
- 菊池昇 (工学者)
- 佐藤幹朗 (アナウンサー)
- 細谷昭雄 (政治家)